# حاجی‌خوش
حاجی‌خوش روستایی از توابع بخش مرکزی در شهرستان مهاباد است که در استان آذربایجان غربی ایران قرار دارد.
از افراد مشهور ان میتوان به محمد رش(راش سولو) اشاره کرد.

## جمعیت
این روستا در دهستان مکریان شرقی واقع شده و براساس سرشماری سال ۱۳۸۵، جمعیت آن ۹۰۷ نفر (۱۴۴ خانوار) بوده‌است.